# Friedrich Erban
Friedrich Erban (* 17. September 1914 in Österreich-Ungarn; † 6. Jänner 1963 in Wien) war ein österreichischer Filmproduktionsleiter der frühen Nachkriegsjahre.

## Leben und Wirken
Erban hatte als Filmvertreter die Branche von jungen Jahren an kennen gelernt, ehe er zur Buchhaltung in die Sascha-Film wechselte. Während der Annexion Österreichs (1938–1945) war Erban bei der Wien-Film angestellt. Kurz nach Ende des Zweiten Weltkriegs begann er eine Tätigkeit als Produktionsleiter und beaufsichtigte in dieser Funktion bis 1952 eine Reihe von Unterhaltungsproduktionen kleinerer Produktionsfirmen. 
Seine letzte Arbeit war der 1954 vor Ort in Kamerun produzierte und 1956 uraufgeführte, halbdokumentarische Afrika-Film Omaru – Eine afrikanische Liebesgeschichte. 
Von 1945 bis 1950, kümmerte sich Erban als Obmann der Gewerkschaft der Filmschaffenden Österreichs auch um filmgewerkschaftliche Belange und war seit 1950 öffentlicher Verwalter der Wien-Film. Unter seiner Leitung wurde nach 1945 der Ausbau Wiener Filmateliers zu allen modernen Anforderungen entsprechenden Produktionsstätten betrieben. Außerdem ließ Erban ein Kopierwerk für österreichische Filme in Grinzing errichten.
Erban starb, gerade 48 Jahre alt, zum Jahresbeginn 1963 und wurde am 14. Januar desselben Jahres auf dem Grinzinger Friedhof beigesetzt.

## Filmografie
- 1948: Rendezvous im Salzkammergut
- 1948: Alles Lüge
- 1948: Kleine Melodie aus Wien
- 1949: Vagabunden
- 1949: Ein bezaubernder Schwindler
- 1949: Es lebe das Leben
- 1950: Seitensprünge im Schnee
- 1950: The Magic Face
- 1951: Verklungenes Wien
- 1951: Zwei in einem Auto
- 1952: Saison in Salzburg
- 1952: Hannerl
- 1955: Sonnenschein und Wolkenbruch
- 1956: Omaru – Eine afrikanische Liebesgeschichte